# Eagle Scout

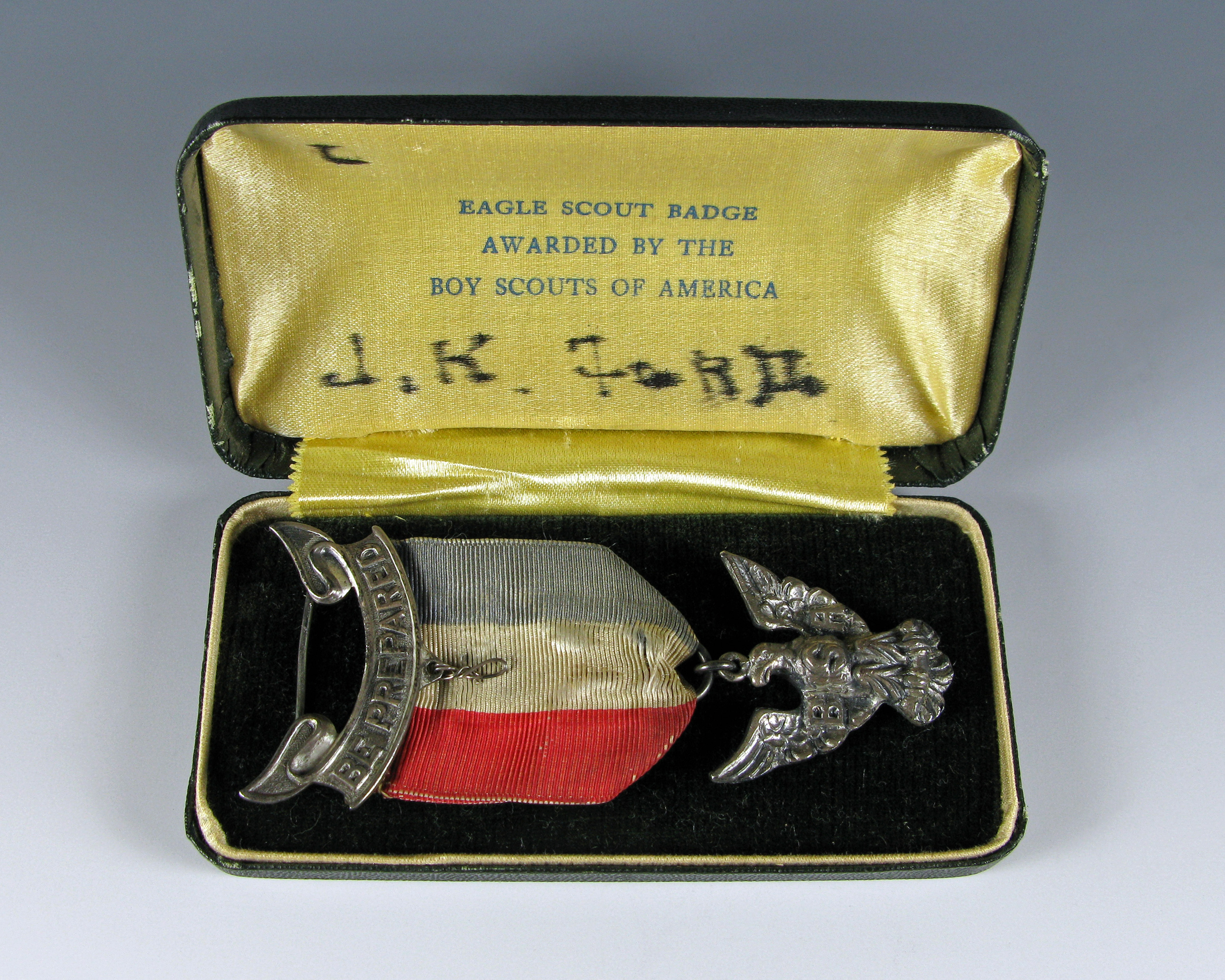
Eagle Scout Medaille von Gerald Ford

Der Eagle Scout ist die höchste Errungenschaft bzw. der höchste von sieben Rängen, der innerhalb des „Scouts BSA“-Programms von Scouting America erreicht werden kann. Seit der Einführung im Jahr 1911 haben vier Prozent der Pfadfinder, also etwas mehr als 2,5 Millionen Jugendliche zwischen 11 und 17 Jahren, diesen Rang erreicht.
Zu den Anforderungen für einen Eagle Scout gehört das Erreichen von mindestens 21 Verdienstabzeichen, den sogenannten „Merit Badges“ der Boy Scouts of America, von denen es derzeit mehr als 135 verschiedene Ausführungen gibt. Außerdem muss ein Kandidat, der sich als Eagle Scout bewirbt, Pfadfindergeist und eine ideale Einstellung sowie die auf dem Pfadfindereid und dem Pfadfindergesetz basierenden Dienst- und Führungsqualitäten demonstrieren. Dazu gehört ein umfangreiches Dienstprojekt, das der Pfadfinder plant, organisiert, leitet und verwaltet. Eagle Scouts erhalten eine Medaille und ein Badge, das die Leistungen des Scouts sichtbar anerkennt. Zusätzliche Anerkennung kann durch „Eagle Palms“ erworben werden, die für die Erfüllung zusätzlicher Anforderungen an Amtszeit, Führung und Verdienstabzeichen vergeben werden. Diejenigen, die den Rang eines Eagle Scout erreicht haben, können auf freiwilliger Basis der „National Eagle Scout Association“ (NESA) beitreten.

## Geschichte

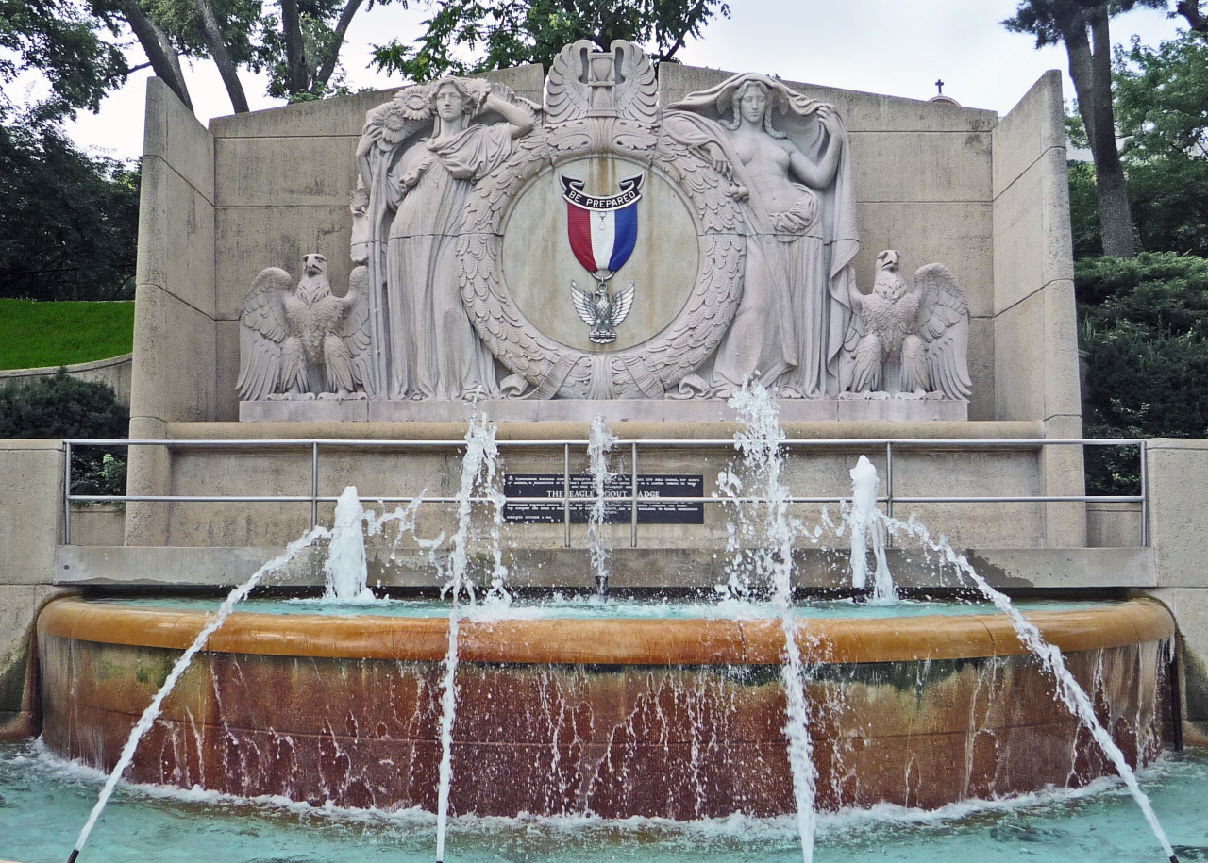
The Eagle Scout Memorial Fountain in Kansas City (Missouri)

Die höchste Auszeichnung der Boy Scouts of America (BSA) wurde ursprünglich als „Wolf Scout“ konzipiert und erstmals im Juni 1911 im „Boy Scout Handbook“ (offiziell „Handbook for Boys“) beschrieben. In der Ausgabe des Handbuchs vom August 1911 wurde die Bezeichnung bereits in „Eagle Scout“ geändert. Die erste im Handbuch abgebildete Medaille zeigte noch das Profil eines Adlers im Flug, was jedoch auf das aktuelle Design, bevor man sie ausgab, geändert wurde.
Die erste Eagle-Scout-Medaille wurde 1912 an Arthur Rose Eldred (1895–1951), einem 17-jährigem Mitglied der „Troop 1“ in Rockville Centre (RVC), Long Island New York, verliehen. Aufzeichnungen zufolge saßen nicht nur die nationalen Offiziere in Eldreds Prüfungsausschuss, sondern auch der am 31. Januar 1912 gerade in den Vereinigten Staaten angekommene Robert Baden-Powell. Eldred wurde in einem Brief vom Chief Scout Executive (deutsch Pfadfinderchef) James West (1876–1948) vom 21. August 1912 benachrichtigt, dass ihm der Rang des Eagle Scout verliehen werden sollte. Da das Design der Eagle-Scout-Medaille vom National Council noch nicht fertiggestellt worden war, erhielt Eldred die Medaille erst am 2. September 1912, am Labor Day verliehen. Eldred war der erste von drei Generationen von Eagle Scouts; auch sein Sohn und sein Enkel erhielten diese Auszeichnung. Da in den 1960er Jahren in der Gegend um Kansas City mehr Eagle-Scout-Abzeichen verliehen wurden, als in jeder anderen Kommune des Landes, führte dies 1968 zur Gründung des dortigen Eagle–Scout–Memorials. 1982 wurde der 13-jährige Alexander Holsinger aus Normal (Illinois) als der einmillionste Eagle Scout ausgezeichnet, und Anthony Thomas aus Lakeville (Minnesota) war 2009 der zweimillionste.
Am 11. Oktober 2017 gaben die Boy Scouts of America bekannt, dass es ab 2019 ein Programm für ältere Mädchen geben wird, mit dem sie den Rang eines Eagle Scouts erreichen können. 2018 wurden 52.160 Eagle-Scout-Auszeichnungen verliehen, was 6,5 % der berechtigten Mitglieder im gleichen Jahr entsprach. Seit 1912 wurden insgesamt etwas über 2,5 Millionen Eagle Scout-Auszeichnungen verliehen. Die erste Aufnahme weiblicher Eagle Scouts bei den Boy Scouts of America erfolgte 2020.

## Anforderungen
Der Rang des Eagle Scout kann von einem Pfadfinder erworben werden, der seit mindestens sechs Monaten ein „Life Scout“ (der zweithöchste erreichbare Rang) ist, mindestens 21 Verdienstabzeichen („Merit Badges“) erworben hat, Pfadfindergeist bewiesen hat und Führungsqualitäten innerhalb seiner Truppe, Mannschaft oder seines Bootes (Schiffes) gezeigt hat. Zusätzlich müssen Kandidaten ein Serviceprojekt (englisch Community service project) – das Eagle-Projekt (englisch Eagle Scout Service Project) – planen, entwickeln und leiten, das sowohl Führungsqualitäten als auch Pflichtbewusstsein demonstriert. Nachdem alle Anforderungen erfüllt worden sind, müssen sie ein Eagle-Scout „Board of Review“ (deutsch Prüfungsausschuss) absolvieren. Das „Board of Review“ kann bis zu 3 Monate nach dem 18. Geburtstag absolviert werden, solange alle anderen Anforderungen vor dem 18. Geburtstag erfüllt worden sind. „Venturers“ und „Sea Scouts“, die als Pfadfinder die erste Klasse erreicht haben, können weiter auf die Ränge „Star“, „Life“ und „Eagle Scout“ sowie „Eagle Palms“ hinarbeiten, während sie als „Venturer“ oder „Sea Scout“ registriert sind, und zwar bis zu ihrem 18. Geburtstag. Pfadfinder mit einer dauerhaften geistigen oder körperlichen Behinderung können alternativen Anforderungen entsprechen, basierend auf ihren Fähigkeiten, wenn dies so vom Rat genehmigt wurde.
Mit der Einführung des Scouts-BSA-Programms und der Aufnahme von Mädchen wurde die Altersgrenze für Eagle Scouts heraufgesetzt. Neue Jugendmitglieder, Mädchen oder Jungen, die 16 Jahre oder älter, aber noch nicht 18 Jahre alt und zwischen dem 1. Februar 2019 und dem 31. Dezember 2019 beigetreten sind, können eine Verlängerung beantragen, um die Anforderungen für die Eagle Scout-Auszeichnung zu erfüllen, nachdem sie 18 Jahre alt geworden sind. Der Eagle Scout kann postum verliehen werden, wenn alle Anforderungen mit Ausnahme des Prüfungsausschusses vor dem Tod erfüllt worden sind. Ein Prüfungsausschuss kann abgehalten werden und die Auszeichnung kann der Familie des Pfadfinders überreicht werden.
Der „Spirit of the Eagle Award“ ist eine ehrenamtliche postume Sonderauszeichnung für jedes registrierte Jugendmitglied, das durch einen Unfall oder nach einer Krankheit verstorben ist. Die „Line of Duty Fallen Eagle Recognition“ ist eine Anerkennung für Eagle Scouts, die im Rahmen ihrer Pflicht in Berufen wie dem Militär, der Strafverfolgung oder den Rettungsdiensten gestorben sind.
Von den 21 Verdienstabzeichen sind folgende 13 erforderlich:
- First Aid (deutsch Erste Hilfe)
- Citizenship in the Community (deutsch Staatsbürgerschaftliches Engagement in der Gemeinschaft)
- Citizenship in the Nation (deutsch Staatsbürgerschaftliches Engagement in der Nation)
- Citizenship in the World (deutsch Staatsbürgerschaftliches Engagement in der Welt)
- Communications (deutsch Kommunikationen)
- Cooking (deutsch Kochen)[30]
- Personal Fitness (deutsch Persönliche Fitness)
- Emergency Preparedness or Lifesaving (deutsch Notfallvorsorge oder Lebensrettung)
- Environmental Science or Sustainability (deutsch Umweltwissenschaften oder Nachhaltigkeit)
- Personal Management (deutsch Personalführung)
- Swimming or Hiking or Cycling (deutsch Schwimmen oder Wandern oder Radfahren)
- Camping[31][32]
- Family Life (deutsch Familienleben)

Im Juni 2020, nach den George Floyd-Protesten gegen Polizeibrutalität und Rassenungerechtigkeit, wurde angekündigt, dass ein neues „Diversity-Merit-Badge“ (deutsch Diversity-Verdienstabzeichen) für den Abschluss des Eagle-Rangs erforderlich sein würde. 

### Eagle Scout Service Projekt
Das „Eagle Scout Service Project“ vereinfacht „Eagle Project“, ist eine Gelegenheit für einen Pfadfinder, die Führung anderer zu demonstrieren, während er ein Projekt zum Nutzen einer religiösen Einrichtung, einer Schule oder seiner Gemeinde durchführt. Das Projekt darf nicht den Boy Scouts of America oder ihren Councils, Distrikten, Einheiten, Lagern usw. zugutekommen. Es darf auch nicht kommerzieller Natur sein oder ausschließlich der Spendensammlung dienen. Für die Dauer dieser Art Projekte gibt keine offizielle Vorgaben.

### Entwicklung

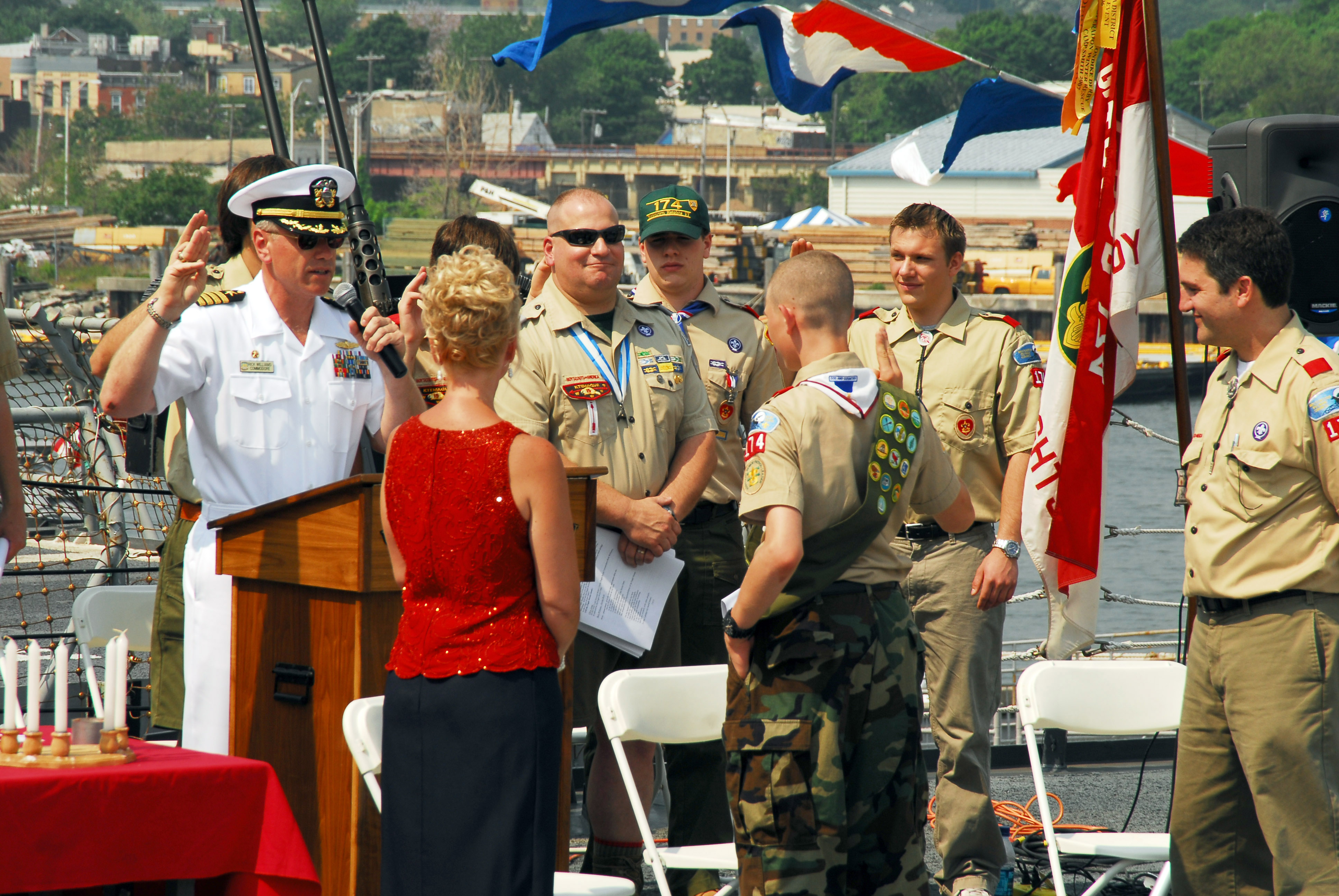
Ein Pfadfinder nimmt die „Eagle-Scout-Charge“ während seines Ehrengerichts an Bord der Oscar Austin entgegen.

Die Anforderungen für den Eagle Scout haben sich seit der Einführung der Auszeichnung weiterentwickelt. Im Jahr 1914 wurde die Anforderung 11 spezifische Verdienstabzeichen zu erwerben hinzugefügt, die 1915 nochmals geringfügig geändert wurden.
1924 gab es eine Änderung in der ursprünglichen Reihenfolge der insgesamt sieben zu vergebenden Ränge bei den Boy Scouts of America, wobei die Ränge „Life“ und „Star“ vertauscht wurden. Der Grund war, dass der fünfzackige Stern des Star-Scout-Abzeichens mit den fünf Verdienstabzeichen in Verbindung gebracht werden konnte, die für den Erwerb des Rangs unmittelbar nach dem First-Class-Scout erforderlich waren. Die sich daraus ergebende Reihenfolge ist seit dem: „Scout“; „Tenderfoot“; „Second Class“; „First Class“; „Star Scout“; „Life Scout“ und „Eagle Scout“. 1927 begann der Eagle Scout den Übergang von einem Super-Merit-Badge (Super-Verdienstabzeichen) zu einem Rang. Infolgedessen wurden die ersten Anforderungen für die Amtszeit eines Eagle Scout geschaffen und die Pfadfinder mussten ein Jahr lang aktiver „First Class“ Pfadfinder sein. Die ersten Anforderungen für das spätere Dienstprojekt wurden mit der Forderung nach einem zufriedenstellenden Dienst eingeführt und die Anzahl der erforderlichen Verdienstabzeichen erhöhte sich auf 12. Im Jahr 1936 wurden die Ränge „Star Scout“ und „Life Scout“ obligatorisch und die Anzahl der erforderlichen Verdienstabzeichen stieg nochmals auf 13. Es war auch die Zeit, wo der Eagle Scout zu einem vollwertigen Rang wurde. 1952 wurden Altersgrenzen festgelegt, so dass Erwachsene über 18 Jahren den Eagle Scout nicht mehr erwerben konnten und die Anforderung für das erforderliche Dienstprojekt wurde leicht erweitert, so dass es hieß: „Tu dein Bestes, um deinem Zuhause, deiner Schule, deiner Kirche oder Synagoge und deiner Gemeinde zu helfen.“ 1958 erhöhte sich die Anzahl der erforderlichen Verdienstabzeichen nochmals auf 16 der insgesamt 21 Verdienstabzeichen, die zur Erlangung des Eagle Scouts erforderlich sind, zusammen mit den ersten Anforderungen für Dienst und Führung.
1965 wurden die Anforderungen für das Serviceprojekt und die spezifische Truppenführung definiert und die Anzahl der erforderlichen Verdienstabzeichen wurde auf 11 zurückgesetzt. Der „Eagle Scout“-Kandidat musste ein Serviceprojekt mit Führungsaufgaben planen, entwickeln und durchführen. 1970 wurden geringfügige Änderungen an der Liste der erforderlichen Verdienstabzeichen vorgenommen. 1972 erhöhte das „Improved Scouting Program“ die Anzahl der Verdienstabzeichen auf 24, die für die Erlangung des „Eagle“ benötigt wurden. Gleichzeitig wurde die Liste der erforderlichen Verdienstabzeichen auf zehn reduziert, Abzeichen, die Schwimmen und Outdoor-Fähigkeiten erforderten, wurden gestrichen – beide wurden später wieder eingeführt – und die Anforderung, während des Serviceprojekts Führungsqualitäten zu zeigen, wurde ergänzt. 1978 wurde die Anzahl der Verdienstabzeichen, die für den „Eagle“ benötigt wurden, auf die ursprüngliche Anzahl von 21 gesenkt und die Anzahl der erforderlichen Verdienstabzeichen wurde auf 11 festgelegt (jedoch 1993 nochmals auf 12 geändert). 2014 wurde die Anzahl der für den Eagle erforderlichen Verdienstabzeichen auf 13 erhöht.

### Palms (Auszeichnung)
Die Auszeichnung „Palms“ stellt eine zusätzliche Förderung für einen Jugendlichen dar, der in der Einheit aktiv geblieben ist, nachdem er den Rang des „Eagle Scout“ erreicht hat. Palms werden verliehen, wenn der Pfadfinder Pfadfindergeist, Führungsqualitäten und Fähigkeiten unter Beweis gestellt hat, fünf zusätzliche Verdienstabzeichen erworben hat, die über die für den „Eagle“ oder über das letzte für die Auszeichnung „Palms“ erforderliche Abzeichen hinausgehen und als Eagle Scout an einer Scoutmaster-Konferenz teilgenommen hat. Verdienstabzeichen, die vor dem Erreichen des Eagle Scout erworben wurden, können für die Verleihung der Palms verwendet werden.
Das Abzeichen ist eine kleine metallene Palmwedel-Nadel, die an der Schärpe für die Eagle-Scout-Medaille, am Eagle-Scout-Kreuzknoten oder am Eagle–Scout-Abzeichen getragen wird.
Das Abzeichen „Palms“ wird in drei Farben verliehen: Bronze für fünf Verdienstabzeichen; Gold für zehn Verdienstabzeichen und Silber für fünfzehn Verdienstabzeichen. Für jedes Palms-Abzeichen, das für fünf zusätzliche Verdienstabzeichen über das erste Bronze-, Gold- und Silber-Anerkennungen hinaus verliehen wurde, werden die Palms-Abzeichen in der Kombination getragen, die die geringste Anzahl von Abzeichen erfordert, um die Gesamtzahl der erworbenen Palms-Abzeichen wiederzugeben. Ein goldenes Palms entspricht zwei bronzenen Palms, ein silbernes Palms entspricht drei bronzenen Palms und ein bronzenes Palms entspricht weiterhin fünf Verdienstabzeichen. Zum Beispiel würde ein Pfadfinder, der acht Palms (vierzig Verdienstabzeichen) erworben hat, zwei silberne Palms und ein goldenes Palms tragen. Die Reihenfolge Bronze, Gold und Silber folgt heraldischen Traditionen des US-Militärs. Palms-Abzeichen und Eagle-Scout-Abzeichen können gleichzeitig verliehen werden. Zuvor war es so, dass ein Eagle Scout drei Monate zwischen den einzelnen Palms-Abzeichen warten musste, auch wenn die zusätzlichen Verdienstabzeichen vor der Verleihung des Eagle-Abzeichens erworben wurden. Das bedeutete, dass nach den alten Regeln ein Jugendlicher, der mit 17 Jahren und 10 Monaten Eagle Scout wurde, nicht in der Lage war, ein einziges Eagle-Palm-Abzeichen zu erwerben.

## Insignien und Bekleidung

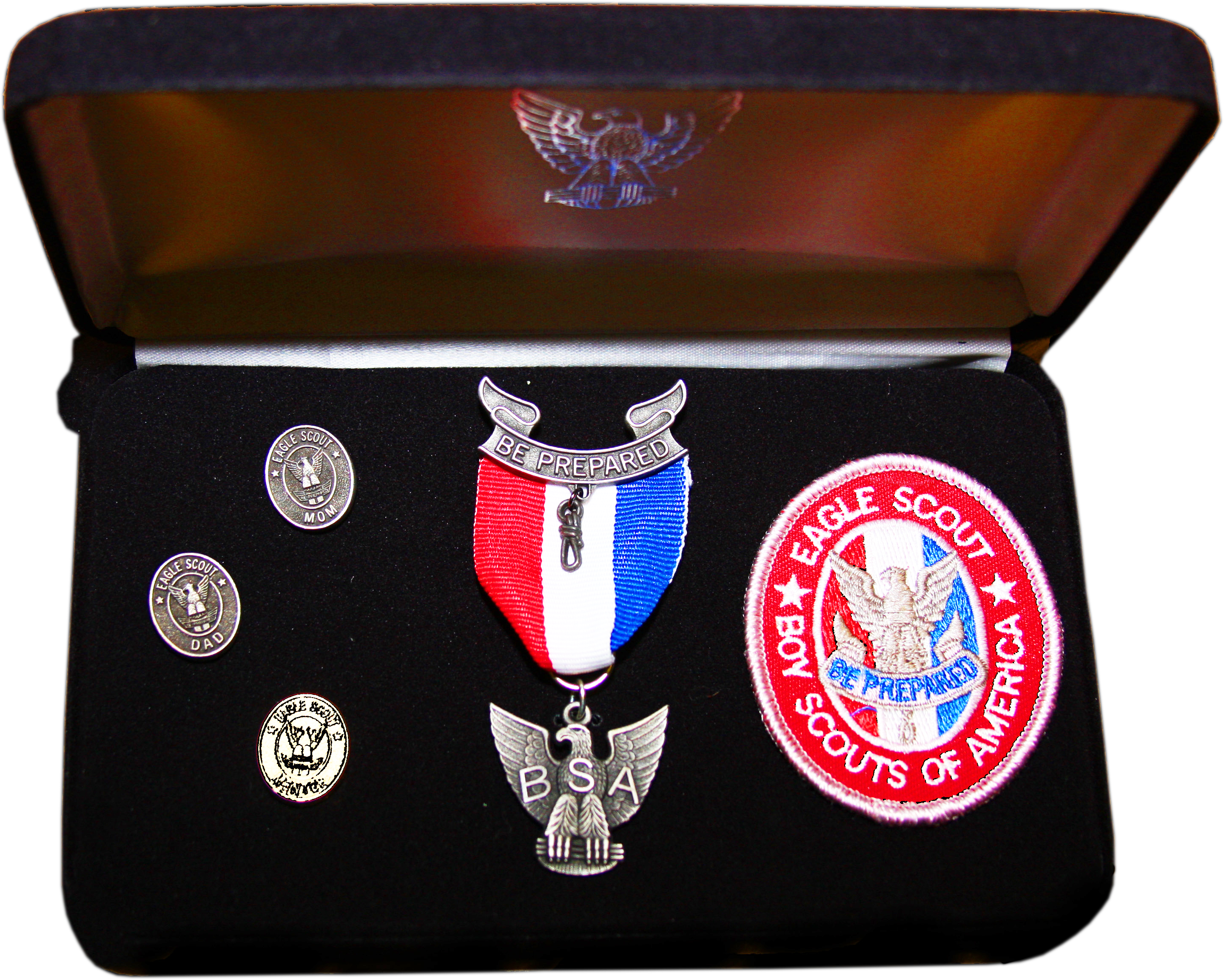
Ein Eagle Scout-Präsentationskit schließt ein: Ovale Anstecknadel der Mutter, ovale Anstecknadel des Vaters, ovale Anstecknadel des Mentors, Eagle-Badge (bzw. Abzeichen) und eine Eagle-Auszeichnungsmedaille

Das Eagle Scout-Abzeichen wird von Jugendlichen an der linken Hemdtasche getragen. Erwachsene Anführer, die als Jugendliche den Rang eines Eagle Scout erreicht haben, dürfen den Kreuzknoten an ihrer Uniform über der linken Hemdtasche tragen. Die Eagle-Scout-Medaille wird auf der linken Hemdtaschenklappe der Uniform getragen. Sie wird in der Regel nur bei feierlichen Anlässen getragen und kann sowohl von Jugendlichen als auch von Erwachsenen beim Tragen des Badges (Abzeichens) oder des Kreuzknotens getragen werden.
Das Eagle-Scout-Award-Kit enthält derzeit die Eagle-Scout-Medaille, das Eagle-Scout-Badge, eine Mutter-Anstecknadel, eine Vater-Anstecknadel und eine Eagle-Mentor-Anstecknadel. Eine Vielzahl von Mützen, Gürtelschnallen, Anstecknadeln, Krawattenspangen, Halstüchern mit Halstuchringen, Bolo Ties, Ringen, Jacken, T-Shirts und anderen Artikeln sind ebenfalls zum Kauf erhältlich. Die offizielle Vergabe von Eagle Scout Abzeichen obliegt dem „BSA Supply“. Um den Verkauf zu kontrollieren, muss sich ein Käufer vor dem Erwerb von Abzeichen durch Vorlage einer Eagle Scout Karte oder auf eine andere Art und Weise verifizieren.

### Medaille
Seit ihrer Einführung im Jahr 1912 wurde das Design der Eagle-Scout-Medaille mehrere Male geändert. Dadurch, dass Änderungen an der Schriftrolle und am Eagle-Anhänger nicht immer gleichzeitig eingeführt wurden, können die Ausführungen etwas gemischt sein. Scouting-Historiker klassifizieren diese Medaillen nach den fünf verschiedenen Herstellern und dann weiter nach 17 Untertypen, abgesehen von einigen kleineren Variationen. Viele Abweichungen wurden durch Probleme bei der Qualitätskontrolle verursacht, hauptsächlich durch Abnutzung der Formwerkzeuge. In den 1920er und 1930er Jahren erlaubten einige Militärschulen das Tragen der Eagle-Scout-Medaille an der Uniform. Um dem Medaillensystem zu entsprechen, wurde die Schriftrolle (englisch scroll) entfernt und die Schleife an einer Standard-Bandschnalle befestigt. Die ersten Medaillen wurden ab 1912 von „T. H. Foley“ bis zur Geschäftsaufgabe im Jahr 1915 hergestellt. Der Eagle-Anhänger und die Schriftrolle wurden aus geschlagener, mit Silber gewaschener Bronze gefertigt. Im Gegensatz zu den früheren Versionen, die noch einen kurzen Doppelknoten aufwiesen, erhielt die spätere Version einem langen Doppelknoten. Da von diesen Medaillen nur 338 Stück ausgegeben wurden, ist sie damit die seltenste Version. Einige Foley’s Medaillen wurden mit einem tropfenförmigen Band ausgegeben: Dabei wurde das Band verlängert, durch die Stabhalterung an der Schriftrolle gefaltet, dann hinter den Eagle-Anhänger gelegt und in einem Schwalbenschwanz geschnitten. Die erste Medaille im Stil eines Tropfenbandes wurde an den vierten Eagle Scout, Sidney Clapp, einen 31-jährigen Scoutmaster aus West Shokan, New York, ausgegeben. Basierend auf dem Design Foley’s, übernahm die Firma Dieges & Clust die Produktion von 1916 bis 1920. Auch deren Medaillen wiesen den charakteristisch extralangen Doppelknoten auf, der an der Schriftrolle hängt. Von dieser Variante wurden 1.640 Stück verliehen, alle aus Sterlingsilber.
Ab 1920 übernahm die „Robbins Company“ die Produktion, wobei sechs verschiedene Varianten, alle in Sterlingsilber, produziert wurden. Die erste Version von 1920 ähnelte noch dem Design von Dieges & Clust, jedoch mit einem kleineren Schriftzug und dem Standard-Einzelknoten. Die zweite Version von 1920 zeigte ein ausgeprägteres Federdesign auf der Rückseite des Anhängers und bei der 1930er Version wurde die Gravur besonders fein gearbeitet. 1933 wurde der Schriftzug BSA von allen Eagle-Scout-Insignien entfernt, auch von der Medaille. 1955 wurde die Vorderseite des Eagle-Anhängers flach ausgeführt, damit sie graviert werden konnte. 1955 wurde der Schriftzug BSA wieder auf der Vorderseite hinzugefügt und die Rückseite wurde 1969 wieder mit einem voll gefiederten Design versehen.
1968 wurde der Hersteller von Medaillen Stange autorisiert, mit der Produktion von Eagle-Scout-Medaillen zu beginnen, zur gleichen Zeit wie Robbins, wobei sie sechs verschiedene Modelle schufen. Die Version von 1968 war der Robbins-Version sehr ähnlich, allerdings wurde die Biegung in der Schriftrolle um einiges flacher ausgeführt, mehr wie ein seitliches V, im Vergleich zu dem S auf der Robbins-Schriftrolle. Als BSA wieder auf der Vorderseite hinzugefügt wurde, ergänzte man dort im Jahr 1970 zusätzlich auch wieder das voll gefiederte Design. Um dem neuen NESA (National Eagle Scout Association)-Logo zu entsprechen, wurde der Eagle-Anhänger 1974 umfassend neugestaltet. 1978 wurde die Herstellung von Eagle Scout-Medaillen bei Robbins eingestellt und Stange übernahm das zuletzt von Robbins verwendete Design. Es ergaben sich jedoch geringfügige Unterschiede bei dem weiß umrandeten Band und den Prägungen in Sterlingsilber. Als der Silberpreis 1980 dramatisch angestiegen war, wurde die Produktion umgestellt und die Medaille aus versilbertem und gestempelten Kupfer hergestellt. Sehr frühe Versionen wurden versilbert und oxidierten, weshalb die Schriftrolle und der Anhänger schwarz anliefen. Um den Silberglanz zu erhalten, wurden spätere Versionen oxidiert, geschliffen und lackiert. Medaillen aus Sterlingsilber wurden aus den gleichen Formwerkzeugen hergestellt und waren ab diesem Zeitpunkt nur noch als Sonderbestellung erhältlich. 1993 gab es eine Reihe von Änderungen. Der Verschluss an der Schriftrolle wurde von einem Stift auf einen Doppelverschluss geändert und der Anhänger wurde aus Hartzinn hergestellt und aufgrund der geringeren Steifigkeit des Materials vergrößert.
1999 wurde die Herstellung der Medaillen von Custom Fine Jewelry (CFJ) übernommen, die derzeit drei verschiedene Typen produzieren. Die ersten Versionen basierten auf der letzten Stange-Version, besaßen ein Band, das an Stelle eines Steges, durch Kupplungsstifte gehalten wurde, was jedoch zu Beschädigungen des Bandes führte. Eine kleine Anzahl von Versionen wurde aus Sterlingsilber hergestellt, die mit 925 gekennzeichnet wurden. 1999 wurden die Präge-Stempel mit einer Lasergravur versehen, was beim Aussehen einen höheren Kontrast ergab. Um den Verschleiß zu verringern, wurde die Bandbefestigung verbessert. 2001 wurde der Knoten nicht mehr aus Draht, sondern als gegossene Version hergestellt.
Im Herbst 2006 begann die nationale Versorgungsabteilung der National Eagle Scout Association (NESA) mit der Ausgabe von nachgebildeten Eagle Scout-Medaillen, die speziell für das Tragen an US-Militäruniformen vorgesehen waren. Diese Medaillen waren so gestaltet, dass sie den anderen Militärmedaillen entsprachen: Sie enthielten denselben Anhänger, aber keine Schriftrolle, und ein Band, das dünner und rechteckiger gestaltet wurde. Im Dezember 2007 stellte die NESA jedoch den Verkauf der Mini-Medaille ein, nachdem alle Uniformierungsausschüsse die BSA kontaktiert und sie gebeten hatten, die Medaille nicht mehr für das Tragen an Militäruniformen zu bewerben. Demnach ist die Eagle Scout-Medaille nicht mehr zum Tragen an einer US-Militäruniform zugelassen.

### Badge (Abzeichen)
Seit seiner Einführung erhielt das Eagle-Scout-Badge mehrere Änderungen des Designs. Von Pfadfinderhistorikern wird das Badge (Abzeichen) in acht verschiedene Designs klassifiziert, mit mehreren kleineren Variationen innerhalb jedes Typs. Das Stoffabzeichen wurde für Eagle-Scouts, die am 2. World Scout Jamboree in Dänemark 1924 teilnahmen, mit einem auf der Hutnadel basierenden Design eingeführt. Das Eagle Scout-Verdienstabzeichen wurde auf den oberen Teil der Verdienstabzeichenschärpe genäht, die ebenfalls für das Jamboree entworfen wurde. Das Design ist dem heutigen Abzeichen sehr ähnlich. Wie bei anderen Abzeichen der damaligen Zeit, wurden die Rangabzeichen auf Stoffrollen gestickt und dann ausgeschnitten. Die Ränder wurden nach unten gefaltet, bevor das Abzeichen auf die Schärpe genäht wurde. Ursprünglich wurde das Abzeichen aus hellbraunem Stoff hergestellt, was später für die BSA-Uniform der Pfadfinder in olivfarben und für die verschiedenen Uniformen der Seepfadfinder auf weiß und blau umgestellt wurde. 1933 wurde der Zusatz BSA von allen Insignien der Eagle-Scouts entfernt, auch von den Abzeichen. Der Text „Eagle Scout“ und „Boy Scouts of America“ wurde am Rand und „Be Prepared“ auf der Schriftrolle hinzugefügt. Diese Abzeichen wurden mit Seidengarn gestickt, 1940 wurde auf Baumwolle umgestellt.
1956 wurde die Produktion der Abzeichen und Embleme auf den noch heute gebräuchlichen gerollten Rand umgestellt, wodurch die verschiedenfarbigen Hintergründe entfielen. Das äußere Oval des Emblems war jetzt nicht mehr farblos, da es in rot geändert wurde. Mit der Einführung des Improved-Scouting-Programs 1972 kam es zu einer Überarbeitung vieler Abzeichen und Embleme. Das neue stilisierte Eagle-Scout-Abzeichen in Rot, Weiß und Blau mit Adler ohne Text war eine wichtige Änderung, die sich jedoch als unpopulär erwies. Dem Anschein nach gaben einige Pfadfinder Reproduktionen des Abzeichens von 1956 in Auftrag, um es an Stelle der 1972er-Version zu verwenden. 1975 kehrte das Design des Abzeichens teilweise zur Version von 1956 zurück. 1985 wurde das Abzeichen wieder in der Version von 1956 ausgegeben, mit einigen kleinen Unterschieden. Umrandung und Adler wurden mit silbernem metallisiertem Faden ausgeführt und der Be Prepared-Text wurde in Blau gehalten. 1986 wurde der metallisierte Adler aufgrund von Verschleißproblemen wieder auf Standardgarn umgestellt und die Schriftrolle und der Text wurden vergrößert. Die metallisierte Umrandung wurde 1989 auf Standardgarn umgestellt. Spätere Varianten erhöhten die Fadenzahl des weißen Streifens, um den sichtbaren Hintergrund zu eliminieren.
Anlässlich der Hundertjahrfeier der Boy Scouts of America im Jahr 2010 (englisch Boy Scouts of America centennial) wurden alle Rangabzeichen mit dem Zusatz 2010 versehen. Zur Anerkennung des hundertjährigen Bestehens des Eagle-Scout im Jahr 2012 wurde eine neue Version mit Eagle Scout und Centennial in Silber und mit 1912 und 2012 in Gold herausgegeben.

### Weitere Insignien

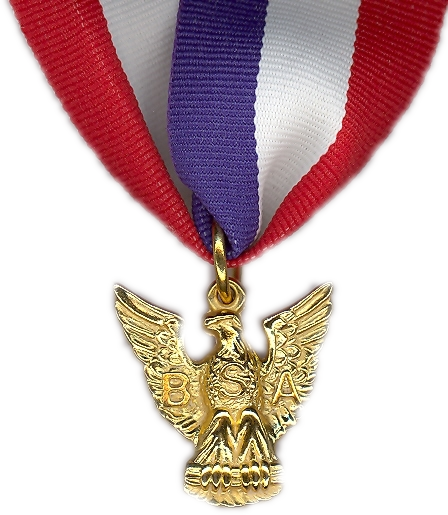
Distinguished Eagle Scout Award der Boy Scouts of America

Ab 1921 bis 1958 wurden Eagle Scout Hutnadeln (englisch hatpins) in verschiedenen Varianten hergestellt. Eagle Scouts, die zusätzliche Verdienstabzeichen erhielten, wurden mit den ab 1927 eingeführten Eagle Palms ausgezeichnet. Erwachsene, die den Rang eines Eagle Scout erworben hatten, wurden ab 1934 mit einer rot-weiß-blauen Schleife geehrt. 1940 wurde der Schnalle eine kleine Adlernadel hinzugefügt und 1947 wurden Bandschnallen durch gestickte quadratische Kreuzknoten ersetzt. Um zu den verschiedenen Uniformen zu passen, wurde der Knoten im Laufe der Jahre mit verschiedenen Hintergrundfarben hergestellt. Obwohl die Venturing- und Sea-Scout-Programme unterschiedliche Uniformhemden verwenden, ist der aktuelle Knoten nur mit einem hellbraunen Hintergrund, der zur BSA-Uniform der Pfadfinder passt, erhältlich.
Als der Distinguished Eagle Scout Award (DESA) 1969 ins Leben gerufen wurde, führte man einen goldfarbenen Adleranhänger zum Tragen am Eagle Scout Quadratknoten ein. Die Eagle Scout Mentor Anstecknadel wurde Anfang 2004 in einer goldfarbenen Version eingeführt. Anfang 2006 wurde sie in eine silberfarbene Antikausführung geändert, damit sie zu den Mutter- und Vater-Anstecknadeln passt, was man 2007 jedoch wieder in eine goldfarbene Ausführung umänderte. Im Jahr 2008 führte die National Eagle Scout Association (NESA) einen Knoten ein, der diejenigen Eagle Scouts auszeichnet, die lebenslange Mitglieder der NESA sind; dabei wird das Standard-Emblem des Knotens mit einem silbernen Rand verwendet.

### Urkunden
Von 1912 bis 1943 gab die BSA eine Karteikarte in Indexgröße mit Informationen über den Eagle Scout heraus. Karten im Brieftaschenformat wurden 1944 eingeführt und 1991 auf eine Plastikkarte im Kreditkartenformat umgestellt. Urkunden, die sich zum Einrahmen eignen, wurden erstmals 1944 ausgegeben. Als Ehrenpräsident der BSA erscheint die Unterschrift des Präsidenten der Vereinigten Staaten auf allen Urkunden. Der Ersatz einer Karte oder einer Urkunde kann durch einen Antrag bei der National Eagle Scout Association (NESA) erfolgen.

## Nach Erreichen des Ranges eines Eagle Scout

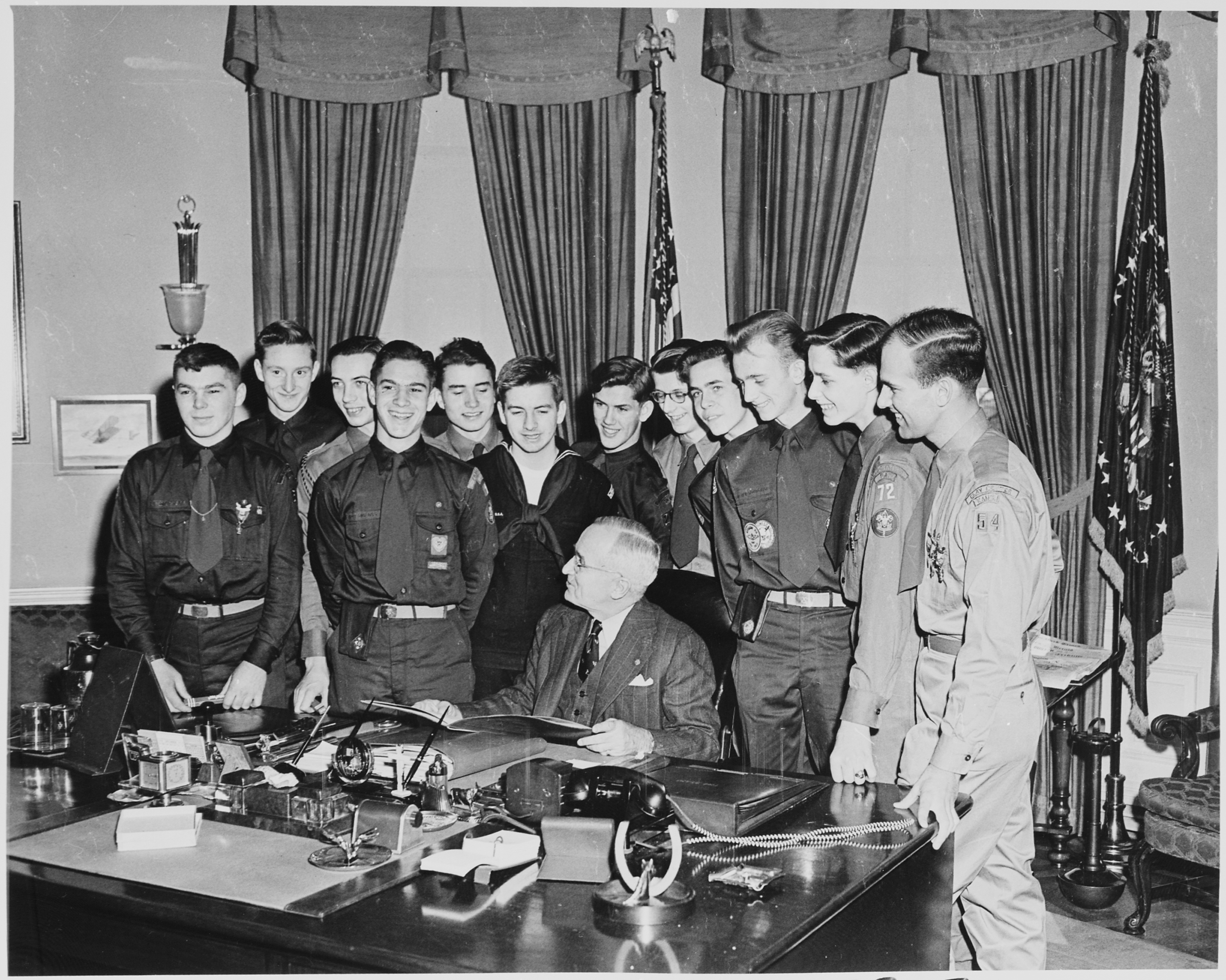
U.S. Präsident Harry S. Truman bei einem Treffen mit einer Gruppe von Eagle Scouts im Oval Office 1950.

Von Eagle Scouts wird erwartet, dass sie ein Vorbild für andere Pfadfinder sind und im Leben die Führungspersönlichkeiten werden, die sie im Pfadfindertum bewiesen haben. Eagle Scouts findet man sehr häufig beim Militär, bei Absolventen von Militärakademien, in der höheren Bildung und Wissenschaft, in wichtigen Berufen, im Klerus, in der Wirtschaft und in der Politik. Studien zufolge ist es wahrscheinlicher, dass Eagle Scouts täglich 30 Minuten oder mehr Sport treiben, sich ehrenamtlich für religiöse und nicht-religiöse Organisationen engagieren, engere Beziehungen zu Familie und Freunden haben, an ihrem Arbeitsplatz oder in ihrer Gemeinde eine Führungsposition innehaben, Geld an wohltätige Gruppen spenden und mit anderen zusammenarbeiten, um ihre Nachbarschaft zu verbessern.

### Möglichkeiten für Stipendien
Eagle Scouts können akademische Stipendien erhalten, die auf ihre akademische und finanzielle Bedürfnisse ausgerichtet sind, jedoch an die Teilnahme von Pfadfinderaktivitäten geknüpft sind. Um die Bewerbungsvoraussetzung für Pfadfinder zu erfüllen, müssen Bewerber beim Scholastic Assessment Test eine Mindestpunktzahl von 1290 oder alternativ 28 Punkte beim American College Test erreichen. Die Stipendien variieren in der Höhe der vergebenen Beträge.
Ein Eagle Scout kann in folgender Weise unterstützt werden:
- mit einem 3.000-Dollar NESA Stipendium der National Eagle Scout Association (NESA)
- mit einem 2.500-Dollar-Stipendium von Mabel und Lawrence S. Cooke
- mit einem 25.000-Dollar-Stipendium von Mabel und Lawrence S. Cooke
- mit einem 48.000-Dollar-Stipendium von Mabel und Lawrence S. Cooke
- mit einem 50.000-Dollar NESA STEM Stipendium, wobei STEM für die Bereiche Science, Technology, Engineering oder Mathematics Field steht[62]
- und weiteren Stipendien, die in der Höhe variieren

### Erwachsene Eagle Scouts

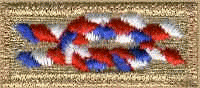
Eagle Scout Award Patch (Sticker) für Erwachsene Scouts

Die Liste der Eagle Scouts ist umfangreich. Darüber hinaus gilt die Leistung als bemerkenswert, da erwachsene Pfadfinder, die den Eagle Scout als Jugendlicher erworben haben, berechtigt sind, ein quadratisches Knotenemblem mit einem rot, weiß und blau gestreiften Quadratknoten über der linken Hemdtasche zu tragen. Eagle Scouts können der National Eagle Scout Association (NESA) beitreten, welches als brüderliches und kommunikatives Gremium für alle Eagle Scouts dient. Der Outstanding Eagle Scout Award der NESA zeichnet Eagle Scouts aus, die herausragende Leistungen auf lokaler, staatlicher oder regionaler Ebene erbracht haben. Die Distinguished Eagle Scout Award-Auszeichnung wird nur an Eagle Scouts für herausragende Leistungen in ihrem Beruf und in der Gemeinde für einen Zeitraum von mindestens 25 Jahren nach Erlangung des Eagle Scout verliehen.
Eagle Scouts, die in die United States Armed Forces eintreten, können als Anerkennung für ihre Leistungen den Rang eines Advanced Enlisted erhalten. Für Offiziere (englisch Commissioned Officers) wird die Erlangung des Eagle Scout als positiver Faktor bei der Ernennung an Service-Akademien und der Vergabe von College ROTC-Stipendien angesehen.
Die NESA verwaltet direkt mehrere Eagle Scout Stipendiums. Die American Legion, das National Jewish Committee on Scouting, und die Sons of the American Revolution bieten Stipendien für Eagle Scouts an. Viele Colleges und Universitäten, lokale Unternehmen, Kirchen und andere Organisationen bieten ähnliche Stipendien an.

## Kontroversen
Nachdem der Oberste Gerichtshof der Vereinigten Staaten die Entscheidung im Fall Boy Scouts of America v. Dale zugunsten der Boy Scouts of America (BSA) entschieden und ihnen das Recht zugesprochen hatte, homosexuellen Männern eine Mitgliedschaft zu verweigern, gaben eine Reihe von Eagle Scouts ihre Abzeichen aus Protest gegen die Politik der BSA an den National Council zurück. Die Advocacy-Gruppe Scouting for All behauptete, bis zu tausend Briefe von Eagle Scouts erhalten zu haben, die dies getan hatten; die BSA erklärte später, dass weniger als hundert Eagle Scout-Abzeichen eingegangen wären.
2012 bekräftigte die BSA nochmals ihre Politik des Ausschlusses von Homosexuellen, worauf erneut einige Eagle Scouts aus Protest ihre Abzeichen zurückgaben. Im Mai 2013 stimmte der Nationale Rat der Boy Scouts of America mit 61 % der Stimmen von 1232 Delegierten dafür, das Verbot für offen schwule Jugendliche ab dem 1. Januar 2014 aufzuheben, wobei das Verbot für offen schwule erwachsene Leiter weiterhin in Kraft blieb. Am 27. Juni 2015 wurde auch das Verbot für schwule Leiter aufgehoben. Als Reaktion darauf gaben zwei Eagle Scouts ihre Abzeichen aus Protest gegen die Änderung der BSA-Politik, schwule Pfadfinder zu akzeptieren, zurück.

## Auswahl bekannter Eagle Scouts
- Vier Nobelpreisträger sind als Eagle Scouts bekannt: Dudley R. Herschbach, Peter Agre, Robert Coleman Richardson und Frederick Reines.[83]
- Mindestens vierzig Astronauten verdienten sich den Rang des Eagle Scout als Jugendliche, darunter Neil Armstrong und Charles Moss Duke, die beide den Mond betraten.[84]
- Zu den Geschäftsleuten, die diese Auszeichnung verdient haben, gehören Walmart-Gründer Sam Walton[59] und Michael Bloomberg Gründer von Bloomberg L.P.
- Zu den Eagle Scouts die öffentliche Ämter bekleidet haben, gehören Gerald Ford, 38. Präsident der Vereinigten Staaten[85] und Robert Gates, 22. US-amerikanischer Verteidigungsminister und ehemaliger Präsident der Boy Scouts of America,[56][59] der 13. und 21. Verteidigungsminister der Vereinigten Staaten Donald Rumsfeld, der 69. Außenminister der Vereinigten Staaten Rex Tillerson, Stephen Breyer Richter am Obersten Gerichtshof der Vereinigten Staaten,[59][86] und der 84. Justizminister der Vereinigten Staaten Jeff Sessions.
- Im akademischen Bereich sind Eagle Scouts u. a. durch den Pulitzer-Preisträger Edward O. Wilson[87] und Kim B. Clark vertreten.[56]
- Zu den Entertainern, die sich den höchsten Rang der BSA verdient haben, gehört der Dokumentar-Filmemacher und Oscarpreisträger für den besten Dokumentarfilm Michael Moore,[88] der Oscar-Preisträger für die beste Regie Steven Spielberg,[89] und Mike Rowe Gastgeber der Serie Dirty Jobs.[90]
- Zu den Sportlern, die sich den Eagle Scout verdient haben, gehören der (spätere U.S. Senator) Bill Bradley, der National-Basketball-Association-All-Star Mark Eaton, oder der American-Football-Spieler der National Football League (NFL) Manti Te'o.[91]
- Zu den religiösen Führern, die den Eagle Scout verdient haben, gehören der Kardinal des Erzbistums Baltimore William Henry Keeler und Howard W. Hunter 14. Präsident der Kirche Jesu Christi der Heiligen der Letzten Tage.[92]

Weitere namhafte Preisträger sind Sam Berns, ein amerikanischer Teenager, der an Progerie erkrankt war und dazu beitrug, das Bewusstsein für die Krankheit zu schärfen, der Romanautor und Abenteurer Clive Cussler und Ross Ulbricht, der Schöpfer des Darknets Silk Road.

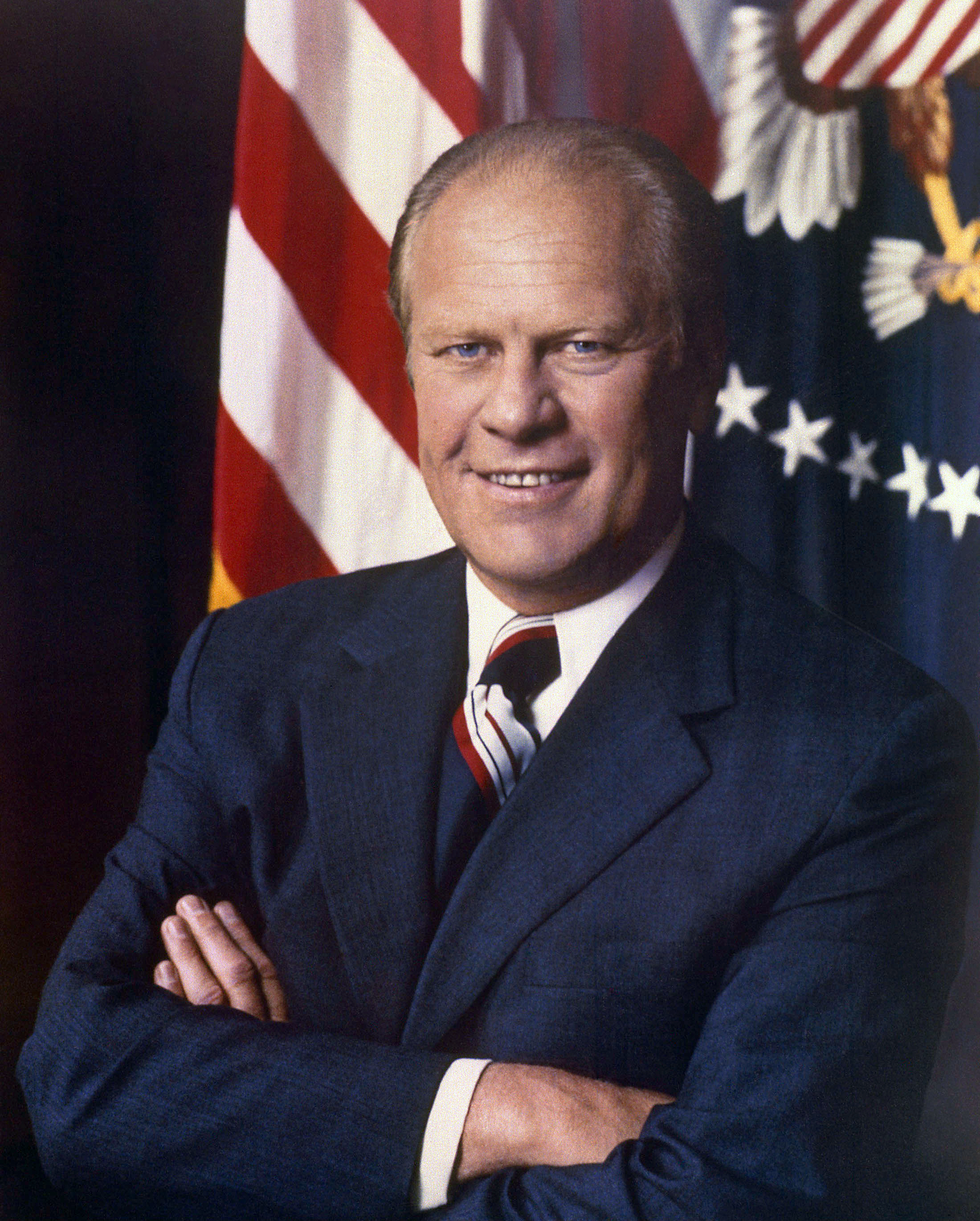
Gerald Ford, 38. Präsident der Vereinigten Staaten
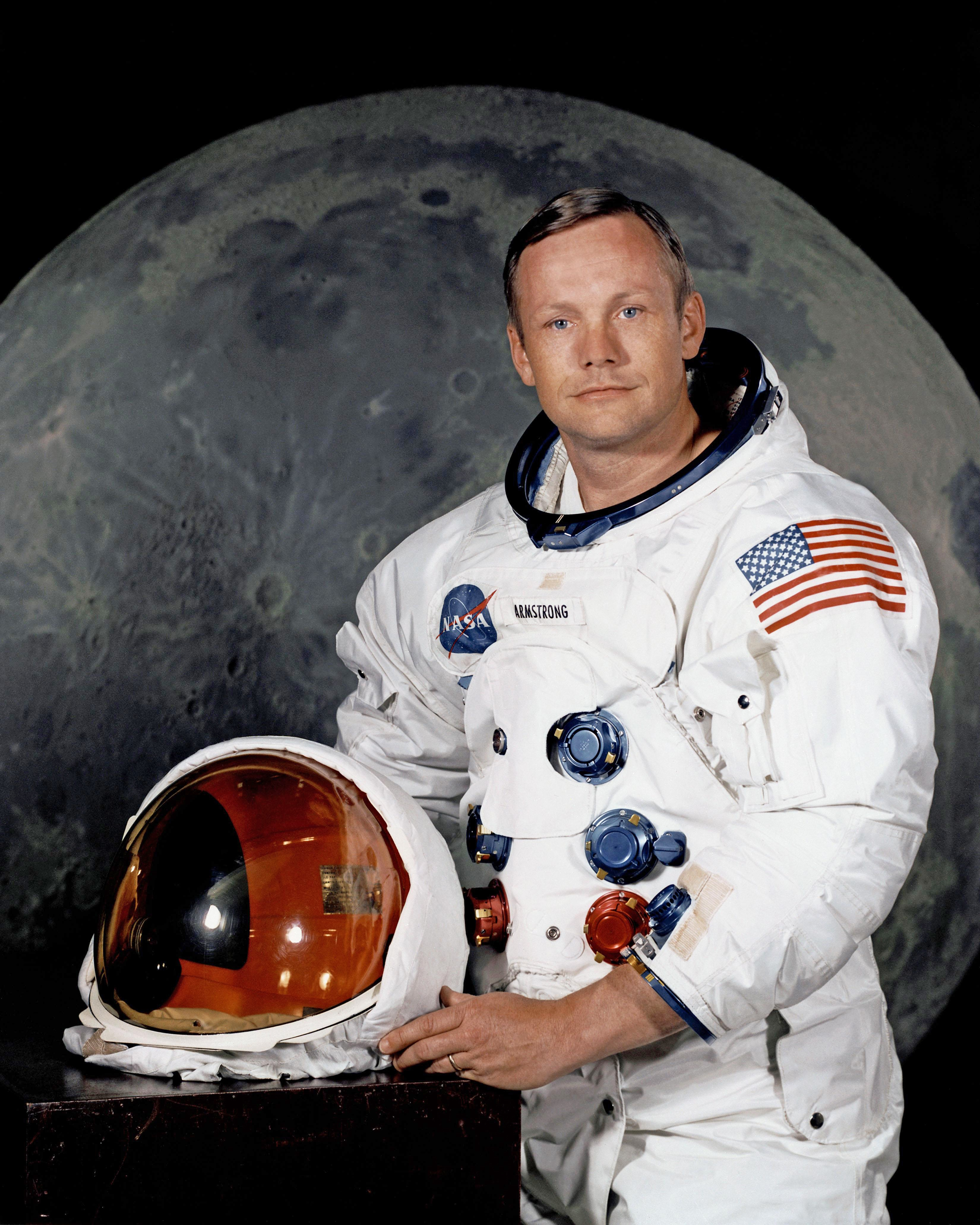
Neil Armstrong, erster Mensch der seinen Fuß auf den Mond setzte
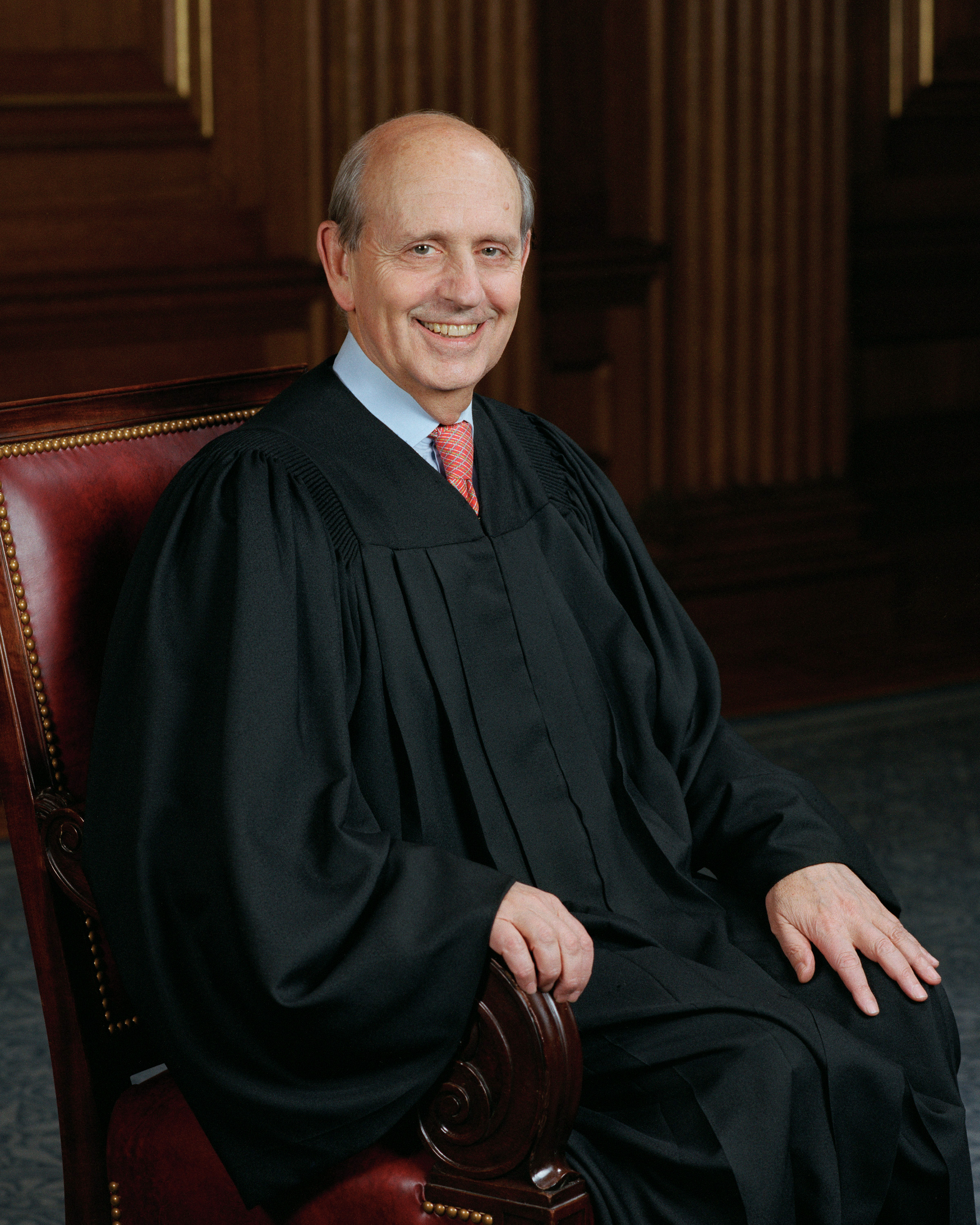
Stephen Breyer, Richter am Obersten Gerichtshof der Vereinigten Staaten
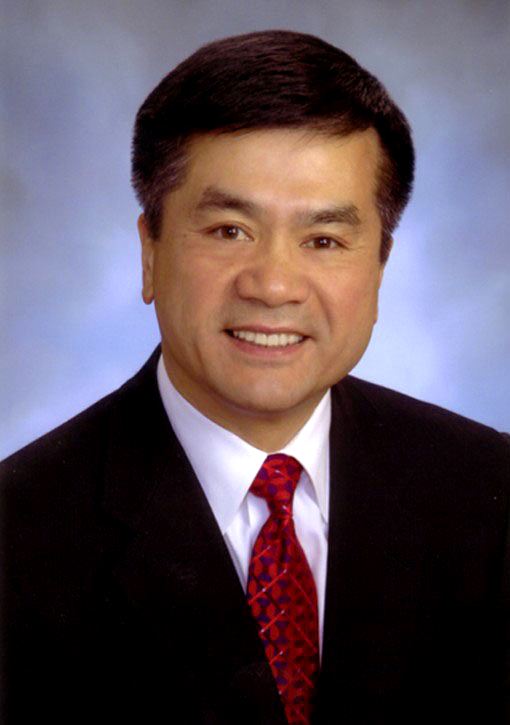
Gary Locke, US-amerikanischer Diplomat und Politiker
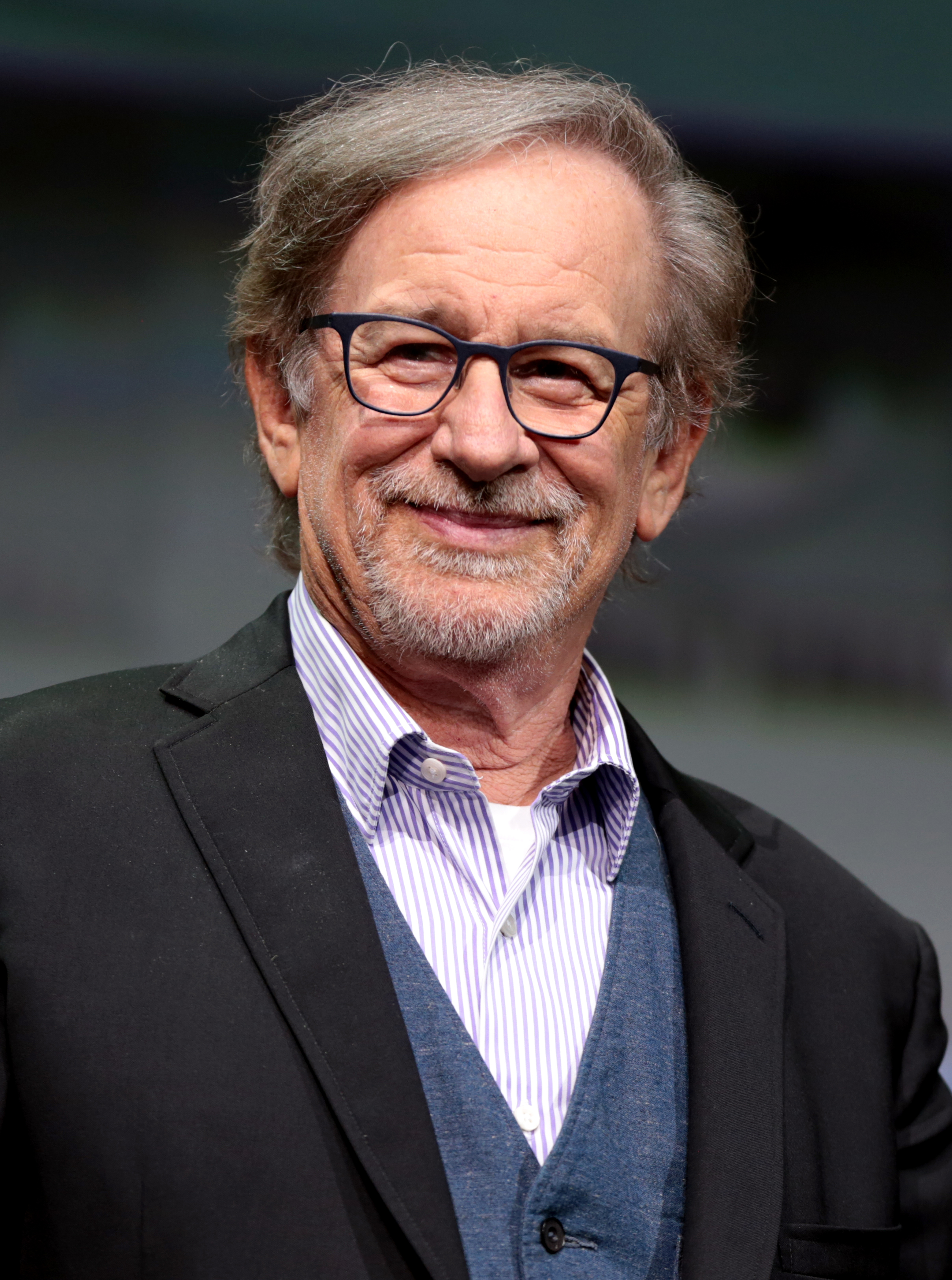
Steven Spielberg, Oscar-Gewinner und Filmregisseur
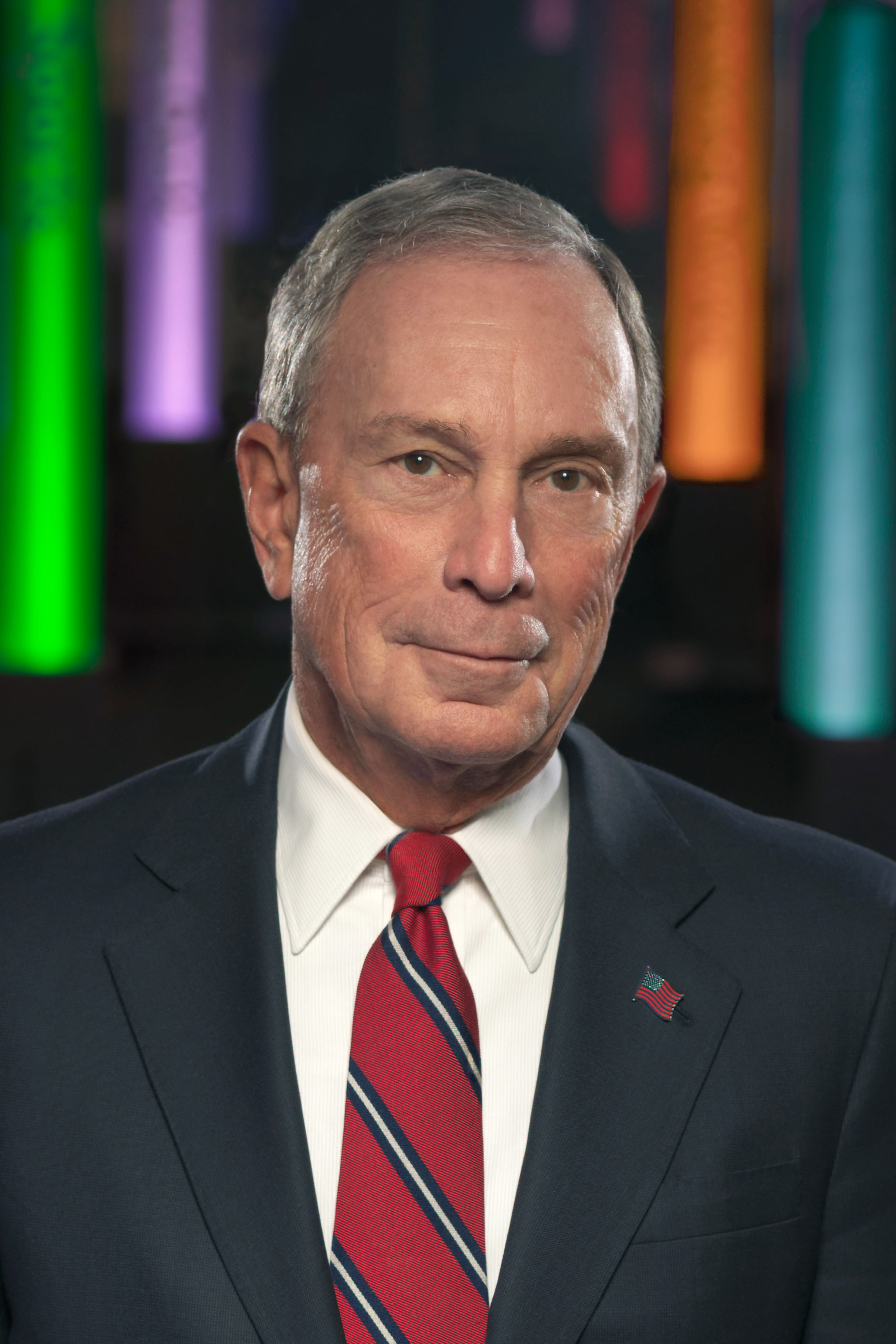
Michael Bloomberg, Bürgermeister von New York City und Gründer von Bloomberg L.P.
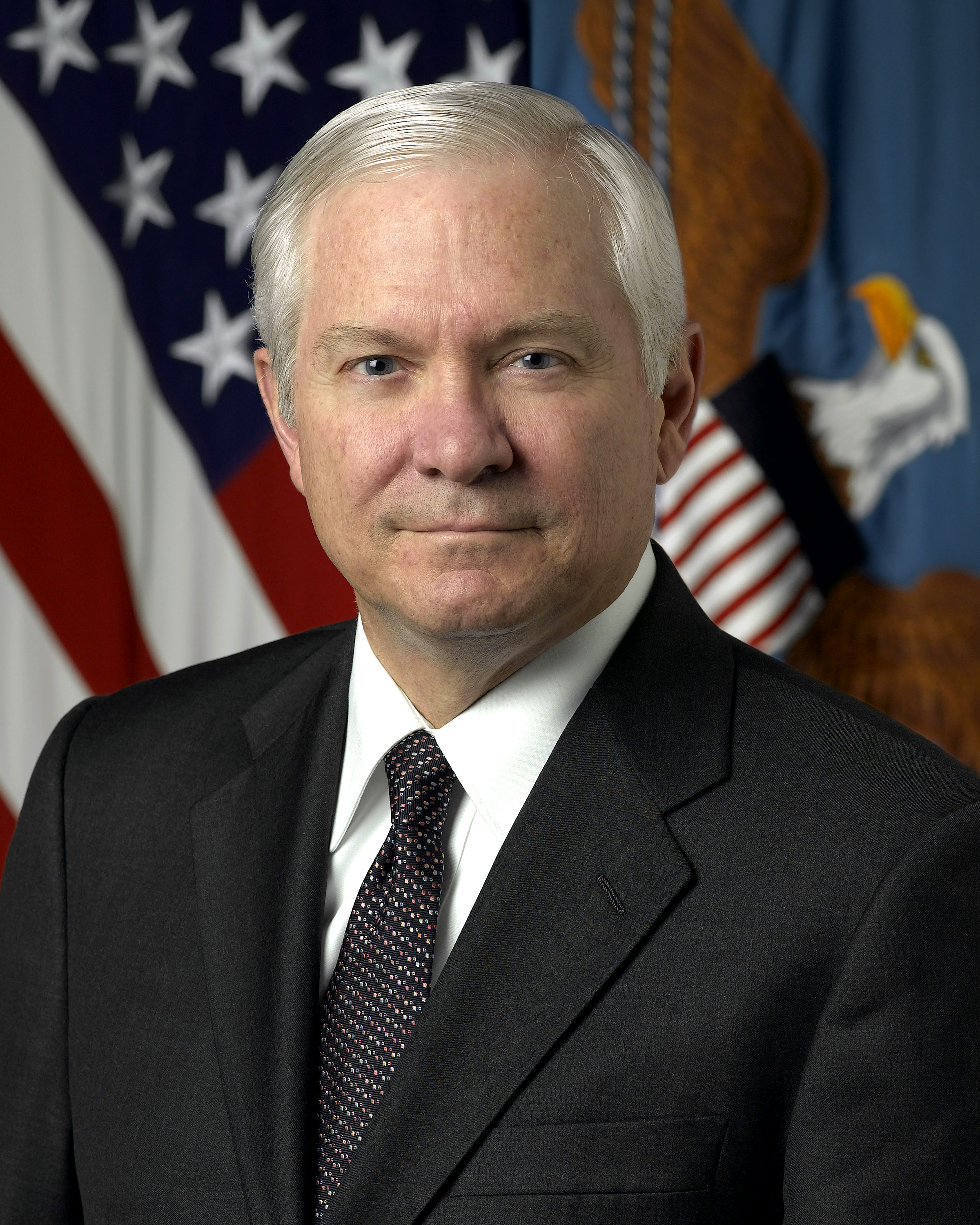
Robert Gates, 22. US-amerikanischer Verteidigungsminister und ehemaliger Präsident der Boy Scouts of America
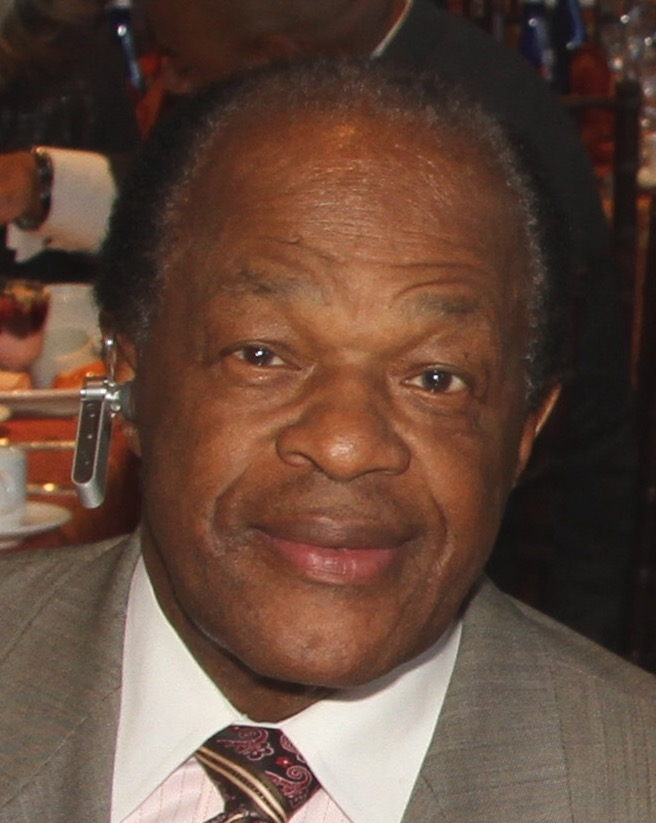
Marion Barry ehemaliger Bürgermeister von Washington, D.C.
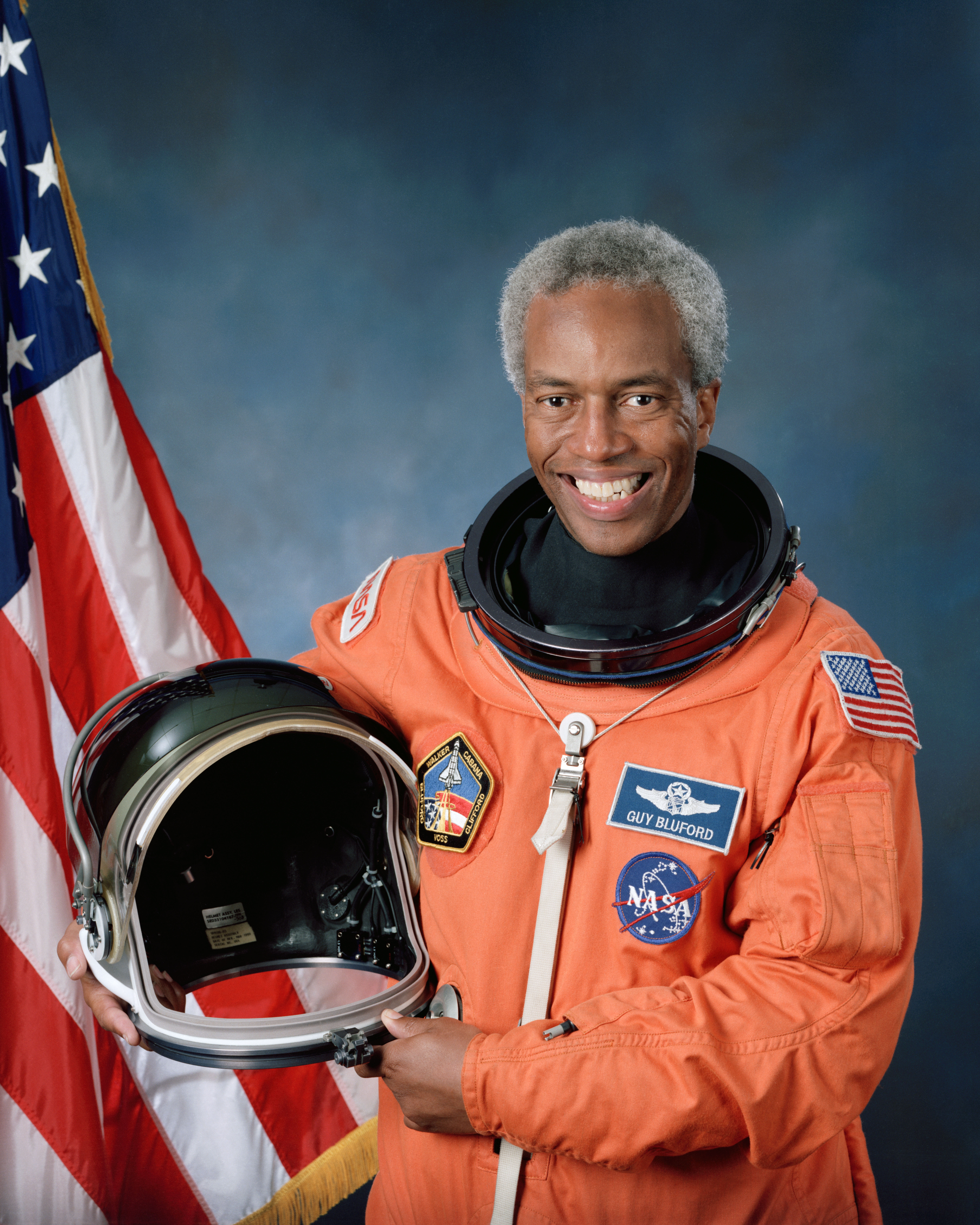
Guion Bluford, US-amerikanischer Astronaut
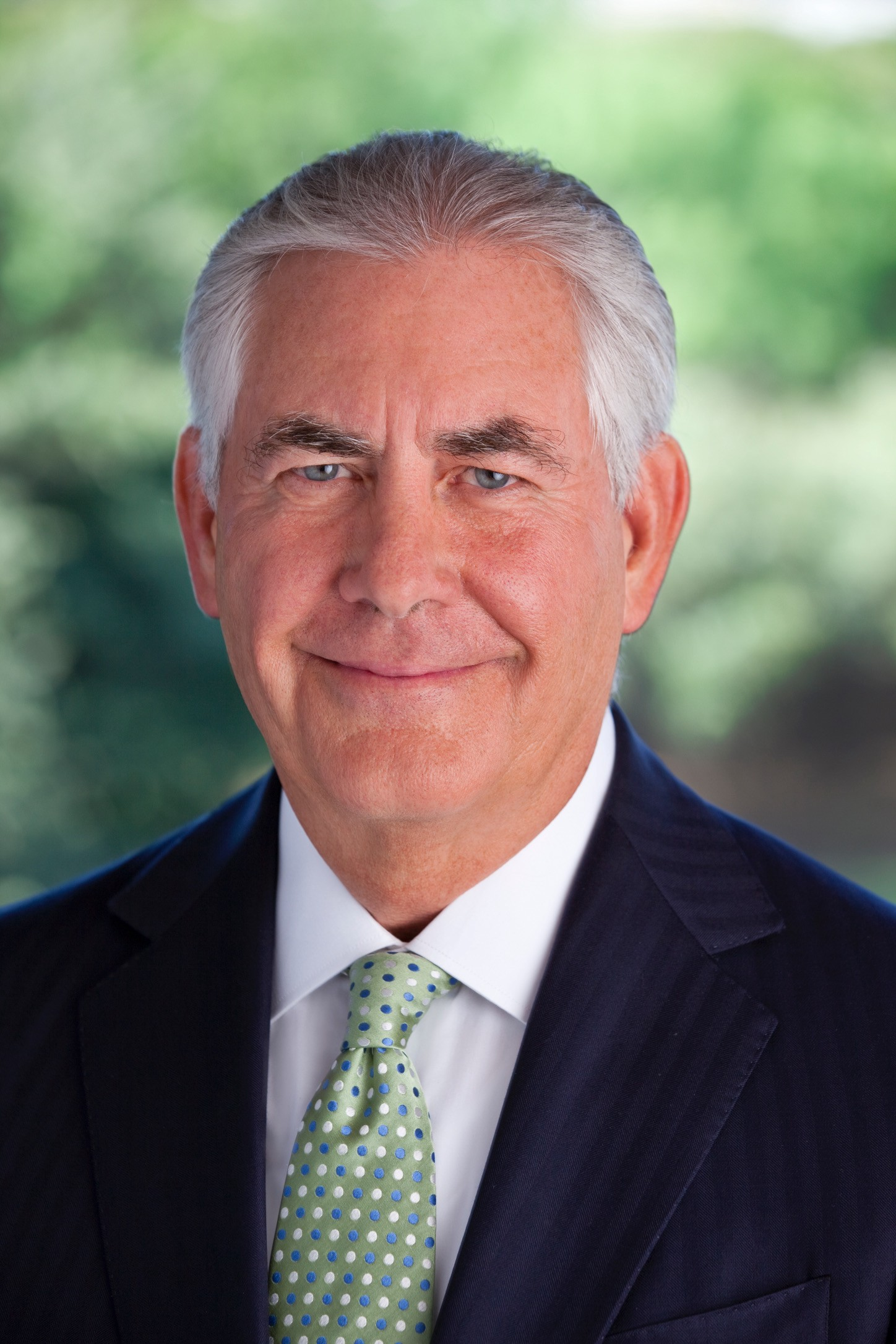
Rex Tillerson, 69. Außenminister der Vereinigten Staaten und ehemaliger Präsident der Boy Scouts of America
L. Ron Hubbard, Gründer von Scientology und Pulp-Fiction-Autor[94]
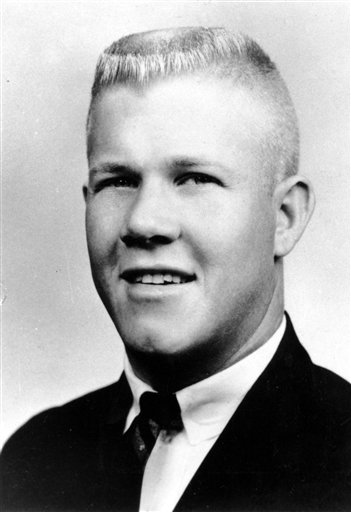
Charles Joseph Whitman University of Texas Tower Sniper
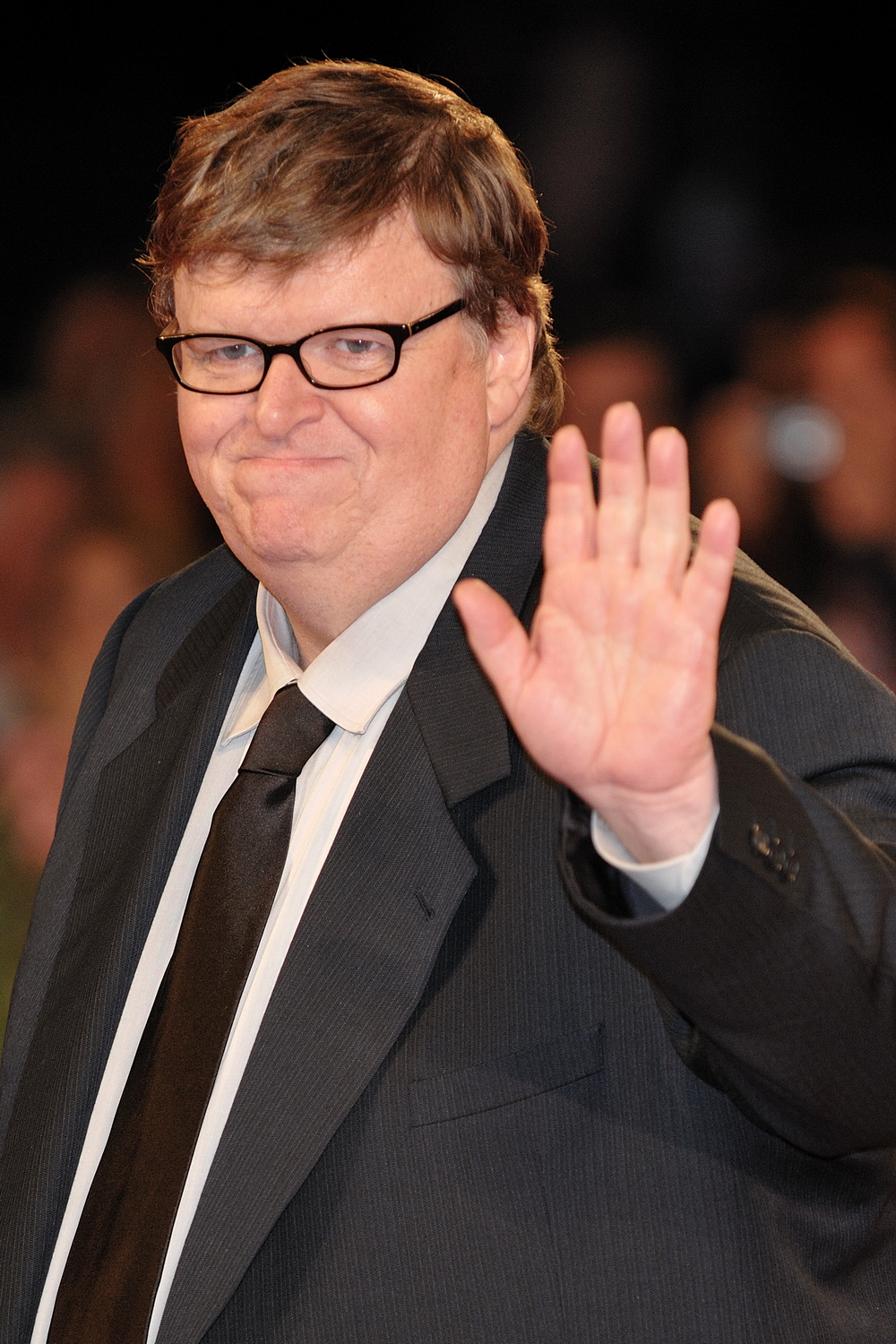
Michael Moore US-amerikanischer Filmregisseur, Autor und Oscarpreisträger
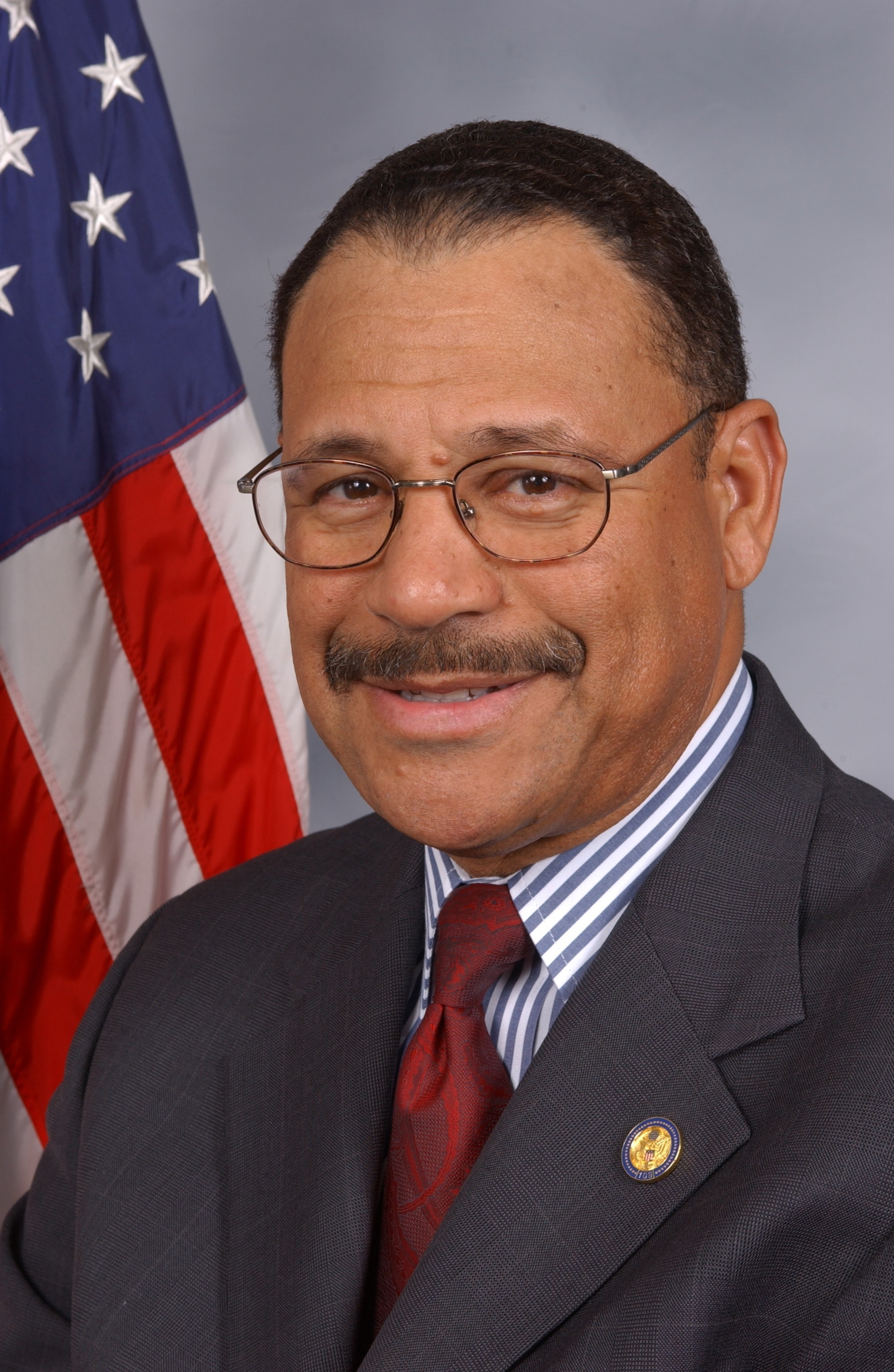
Sanford Bishop US-amerikanischer Politiker
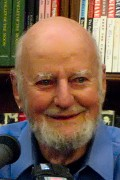
Lawrence Ferlinghetti US-amerikanischer Schriftsteller und Dichter der Beat Generation

## Auswirkungen
Nach einer Recherche durch die National Eagle Scout Association über alle jemals durchgeführten Eagle-Service-Projekte, wurde eine Personenstundenzahl von mehr als 100 Millionen Dienststunden ermittelt. Durch neue Eagle Scouts Projekte kommen jedes Jahr mehr als drei Millionen weitere Stunden hinzu. Im Jahr 2011 haben Eagle Scouts etwa 9,5 Millionen Stunden geleistet.
In Anerkennung des Board of Review, dem Arthur Rose Eldred (1895–1951) seit 1912 angehörte, ist der 31. Januar von der NESA offiziell als National Eagle Scout Day anerkannt. Das wichtige Datum des Eagle Scouts Board of Review ist das offiziell anerkannte Datum, an dem ein Pfadfinder den Rang eines Eagle Scouts erreicht, unabhängig vom Datum, an dem er seinen Eagle Court of Honor erlangt hat.